# Propà
El propà és un compost químic del grup dels hidrocarburs, la qual molècula està constituïda per tres àtoms de carboni enllaçats linealment i vuit àtoms d'hidrogen enllaçats als carbonis, la qual fórmula molecular és {\displaystyle {\ce {C3H8}}}. És un alcà, un hidrocarbur saturat, amb només enllaços covalents simples. En condicions normals és un gas inodor i incolor. És present en grans quantitats al gas natural, cru lleuger i gasos de refineria de petroli i està disponible comercialment com a propà liquat o com a component principal del gas liquat del petroli (GLP). És altament inflamable i explosiu. S'empra com a combustible i com a gas refrigerant.

## Història

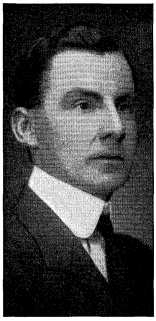
Walter O. Snelling

El propà fou aïllat per primera vegada el 1857 per part del químic francès Marcellin Berthelot (1827-1907). Berthelot escalfà a 275 °C una mescla d'1,2-dibromopropà, coure, iodur de potassi i aigua. Obtingué una mescla gasosa de propè i propà. Realitzà el mateix procediment amb altres hidrocarburs halogenats i obtingué el mateix resultat.
El 1910 el químic estatunidenc Walter O. Snelling (1880-1965), expert en explosius de l'Oficina de Mines dels Estats Units, investigà els vapors que provenien d'un respirador del tanc de gasolina d'un Ford Model T, recentment comprat. El propietari havia omplit el depòsit amb un determinat volum de gasolina, però quedà reduït a la meitat quan arribà a casa. Per estudiar els vapors, Snelling omplí un recipient de vidre amb la gasolina del vehicle. Quan tornà al laboratori, descobrí que s'havien format vapors volàtils dins del recipient, fent que el tap de suro que el tapava sortís repetidament. Inicià un estudi amb aquests gasos vaporosos per trobar mètodes per controlar-los i mantenir-los. Després de separar el gas en els seus components líquids i gasosos, descobrí que el propà era un component de la barreja de gasos liquats. Aviat observà que el propà es podia utilitzar per a la il·luminació, el tall de metall i la cuina. Aquest descobriment inicià la indústria del propà.
Després del descobriment de Snelling, s'incrementà l’interès pel propà. La seva versatilitat l'emprà la indústria automobilística i el 1913 aparegué el primer motor de propà. El mateix any, Snelling obtingué una patent pel seu mètode de producció de gas propà liquat. A mitjan segle xx, la indústria s’havia expandit i governs i empreses disposaven de flotes de models amb motors de propà.

## Estructura molecular

Estructura molecular del propà, conformació eclipsada

La molècula de propà és angular, els àtoms de carboni es troben units mitjançant enllaços covalents simples, alineats, de manera que el carboni central es troba unit als altres dos. L'angle entre aquests dos enllaços del carboni central són de 109,5°, d'acord amb els orbitals atòmics híbrids sp3 de cada carboni. La longitud d'aquests enllaços C–C és de 153 pm. L'entalpia d'enllaç d'aquests enllaços és de 83 kcal/mol. La resta d'enllaços que formen els carbonis, fins a assolir un total de quatre per a cadascun, són enllaços amb els àtoms d'hidrogen, també enllaços covalents simples. Els carbonis empren els orbitals híbrids sp3, mentre que els hidrògens empren els seus orbitals atòmics s. Les longituds d'aquests enllaços C–H és de 110 pm i la seva entalpia de 99 kcal/mol.
Els enllaços són pràcticament apolars a causa de la poca diferència d'electronegativitat del carboni i de l'hidrogen, 2,55 i 2,20 respectivament. El moment dipolar observat és molt petit (μ = 0,083 D), per la qual cosa pot considerar-se apolar. Aquesta característica la fa soluble en dissolvents polars (benzè, tetraclorur de carboni…) i insoluble en dissolvents polars (aigua, amoníac…). Les forces entre molècules són les febles forces de dispersió de London, a conseqüència de les quals el propà té punts de fusió i ebullició molt baixos, –187,6 °C i –42,1 °C, respectivament.
El propà només presenta isomerisme conformacional. Tanmateix la rotació dels seus enllaços C–C és prou elevada perquè no es pugui observar aquesta subtilesa estructural en la majoria de condicions. Hi ha dues conformacions, l'alternada que correspon a una situació que, mirant en la direcció C–C es veuen tots els àtoms d'hidrogen; mentre que a l'eclipsada dos àtoms d'hidrogen tapen als altres dos del següent carboni. Aquesta característica estructural fa que els sis àtoms d'hidrogen dels carbonis laterals no siguin equivalents als dos àtoms d'hidrogen del carboni central (els àtoms d'hidrogen d'un mateix àtom de carboni sí que són equivalents). La barrera rotacional, això és l'energia que cal superar per poder girar en el moment de màxim aproximament dels àtoms, és de 3,4 kcal/mol, superior a la de l'età (2,88 kcal/mol).

## Obtenció

Torre de destil·lació d'una refineria de petroli. Per la part superior s'extruen els gasos

El propà se sol obtenir a partir del gas natural o dels gasos dels processos de destil·lació fraccionada produïts en les instal·lacions petroquímiques. Actualment, els científics estan investigant maneres de sintetitzar propà o produir-lo a partir de fonts renovables com oli vegetal o biomassa. Les possibles fonts de biomassa per al propà són l’herba, la canya de sucre o els microorganismes.

### De la producció de gas natural
El propà es pot obtenir com a subproducte de l'extracció de gas natural o bé s’extreu del gas del cap de pou de petroli a les plantes de processament. El propà representa aproximadament un 5% del gas natural sense processar. Durant el processament del gas natural, se separen propà, butà i età del gas natural brut.

### De la refinació de cru
El propà també és un subproducte natural en el procés de refinació de cru. Les refineries de petroli divideixen el cru en diversos productes, inclosos gasolina, combustible per a avions, gasoil, gasoil per a calefacció i querosè. Durant el procés de refinació, es produeixen gasos LP en diverses etapes. El percentatge real de propà extret del cru depèn del procés i del tipus de refineria.

## Propietats

### Propietats físiques
El propà a temperatura ambient és un gas incolor amb una feble olor semblant al petroli. Té una densitat a 25 °C de 0,493 g/cm³. El seu punt d'ebullició és –42,1 °C i el seu punt de fusió –187,6 °C. L'estructura cristal·lina del propà sòlid és P21/n, Z = 4, del sistema monoclínic. És molt inflamable, amb un punt d'inflamabilitat de –104 °C i una temperatura d'autoignició de 450 °C. És insoluble en aigua, lleugerament soluble en acetona, soluble en etanol i molt soluble en dietilèter, benzè i cloroform. A 650 °C descompon en propè i età. No és corrosiu.

### Propietats químiques

Temperatura de la flama de propà.
> 1 480 °C
1 430 °C
1 330 °C
1 080 °C
830 °C
602 °C
477 °C

#### Combustió
El propà, com la resta d'alcans, reacciona amb l'oxigen produint diòxid de carboni i aigua amb una entalpia de combustió de –2 219,90 kJ/mol (calor que es desprèn de cremar-se 1 mol de propà, 44,1 g) segons la reacció de combustió:
{\displaystyle {\ce {C3H8(g) + 5O2(g) -> 3CO2(g) + 4H2O(g)}}}

#### Deshidrogenació
Una reacció important del propà és la deshidrogenació, ja que dona lloc al propè o propilè, a partir del qual es poden sintetitzar molts altres composts orgànics. El procés és endotèrmic i es veu afavorit a altes temperatures, més de 700 °C, i baixes pressions, menors que l'atmosfèrica. Per evitar temperatures tan altes, la reacció es realitza a uns 550–650 °C emprant catalitzadors com l'òxid de crom(III) damunt òxid d'alumini, dopat amb òxid de potassi i òxid de sodi, o també amb metalls preciosos:
{\displaystyle {\ce {CH3-CH2-CH3 -> CH3-CH=CH2 + H2}}}

#### Halogenació
El propà, com els altres alcans, reacciona amb els halògens (X = F, Cl, Br i I) substituint un o més hidrògens per l'halogen. La reacció té lloc mitjançant un mecanisme radicalari i es necessita l'activació mitjançant llum o calor.
{\displaystyle {\ce {(1) X2 ->[llum, \, calor] 2X.}}}{\displaystyle {\ce {(2) X. + C3H7-H -> C3H7. + H-X}}}{\displaystyle {\ce {(3) C3H7. + X2 -> C3H7-X + X.}}}El resultat és una mescla de productes amb àtoms d'halògens en totes les posicions. Els hidrògens terciaris són els més reactius.

## Aplicacions
Moltes indústries utilitzen propà perquè és segur, net i té una alta densitat d’energia. A més, la majoria de les llars utilitzen propà per refredar, escalfar i altres usos.

### Indústria
El propà és una matèria primera important per a la indústria petroquímica de l'etilè (etè). La descomposició del propà en tubs calents per formar etilè també produeix un altre producte important, el propilè (propè). Del propilè es deriven productes químics orgànics com l'acetona i el propilenglicol. L'oxidació del propà a compostos de carboni, hidrogen i oxigen com l'acetaldehid també és d'interès comercial. Les empreses que fabriquen neveres també utilitzen propà com a refrigerant amb el codi R-290. També s'empra com a propel·lent, amb el codi A-108.

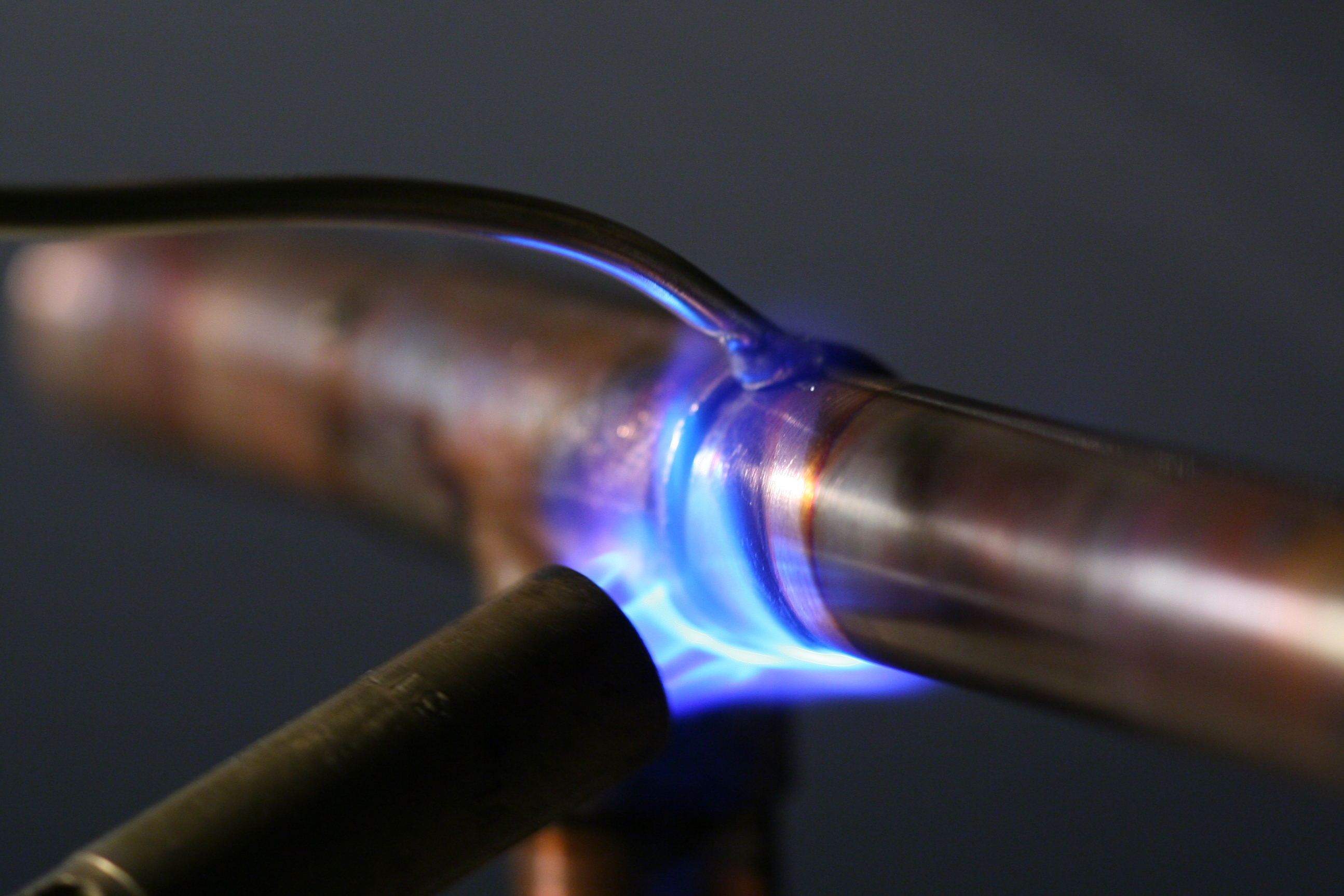
Flama de propà

El propà és el gas liquat de petroli (GLP) més comú que s’utilitza en la fusió de metalls, ja que crema produint una temperatura de 1980 °C. El gas s’utilitza en forns de papereria i gresols basculants per fondre alumini, bronze, llautó, monel i altres metalls. A més, el gas s’utilitza en forns que fonen joies d’or i d'argent.
Durant la impressió a gran escala, la tinta d’impressió s’ha d’assecar ràpidament una vegada que surti sobre els papers. Per facilitar el procés d'assecatge, les empreses impressores utilitzen propà calent per assecar la tinta sobre paper, cel·lofana i paper d'alumini. A més, el propà s’utilitza per cremar rotllos d’impressió.

### Agricultura

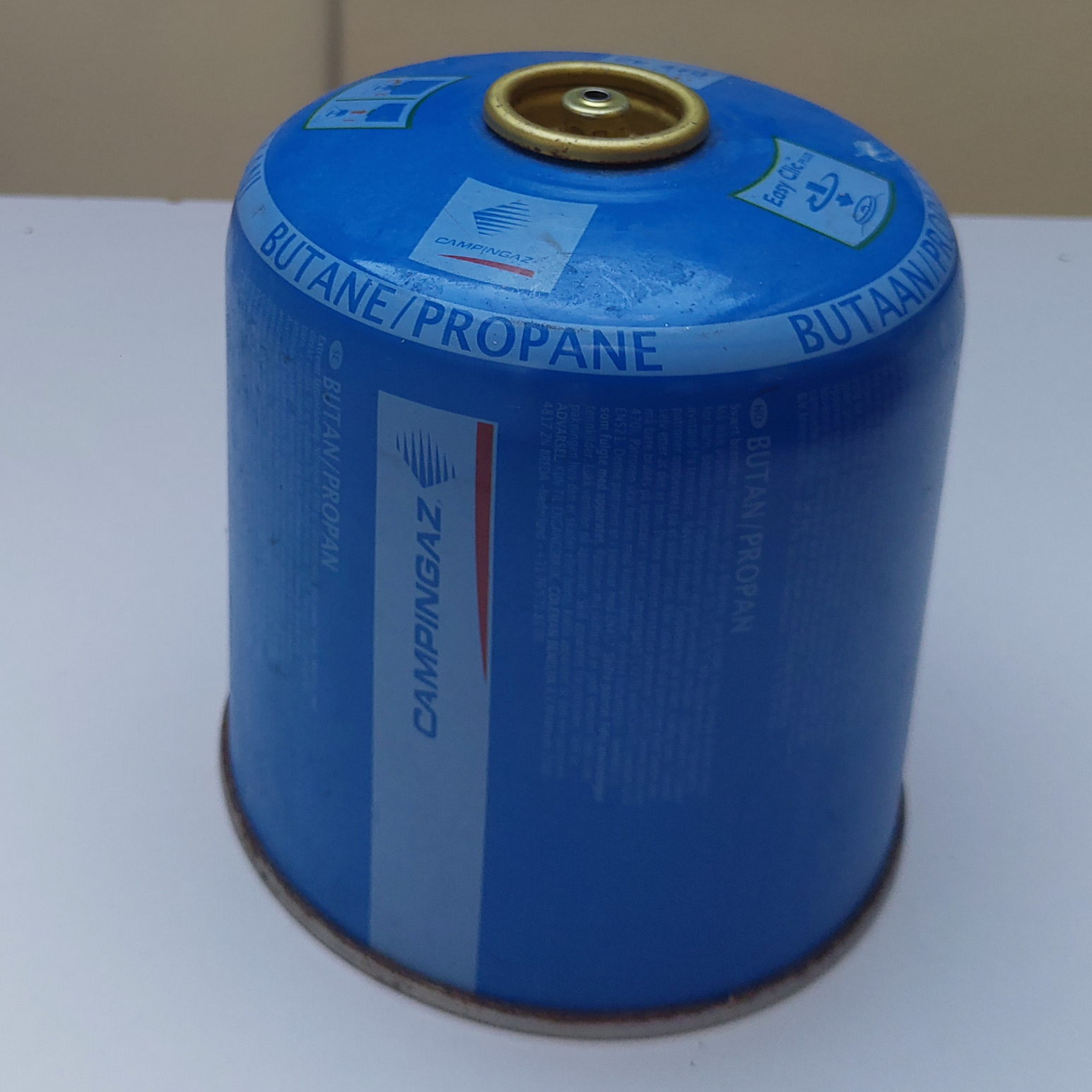
Bombona de gas butà i propà per a ús domèstic

En agricultura el propà s'empra per assecar cultius: blat de moro, soja, grans, tabac, pomes, cacauets, cebes i altres. També s'empra en processos de maduració de fruites. Com a combustible s'utilitza en la calefacció de graners, solls, galliners, dipòsits, vivers, hivernacles, horts i incubadores; i en l'escalfament d'aigua.

### Combustible
El principal ús del propà és l'aprofitament energètic com a combustible. A causa del menor punt d'ebullició que el butà i el valor més gran energètic per gram, a vegades es barreja amb aquest, o s'utilitza propà en comptes de butà. L'eficiència del propà com a combustible és elevada en comparació amb altres combustibles tradicionals i s’assumeix un guany ambiental considerable, especialment quan l’usuari final l’utilitza directament sense convertir-lo en electricitat.
El propà comercial és una mescla d'hidrocarburs en la qual el propà hi és present en un percentatge en volum superior al 80 %, els alquens totals no poden superar el 35 %, l'n-butà i l'isobutà tenen un màxim d'un 20 %, l'età un màxim del 2,5 %, els pentans un màxim d'un 1,5 % i els dialquens i acetilens, com ara el but-1,3-diè, no poden superar les 1000 ppm. El poder calorífic oscil·la entre 10 800 kcal/kg i 11 900 kcal/kg.
El butà comercial també pot contenir un màxim d'un 20 % en volum de butà i el gas liquat de petroli (GLP) per automoció conté un mínim d'un 20 % en volum de propà.